# Foucault (Q70)
Foucault (Q70) byla ponorka francouzského námořnictva, čtvrtá z 16 postavených jednotek třídy Brumaire. Třináct z nich bylo pojmenováno po osobnostech vědy, Foucault byla pojmenována na počest fyzika Léona Foucaulta.
Všechny třídy Brumaire byly za první světové války nasazeny ve Středozemním moři. Ponorka Foucault byla ve službě od roku 1914. Dne 15. září 1916 byla v Jaderském moři potopena leteckým útokem. Foucault se tím stal první ponorkou potopenou při plavbě na moři leteckým útokem. Při leteckém útoku byla potopena také 9. srpna 1916 britská ponorka třídy B HMS B10. Ta však byla v okamžiku útoku kvůli opravám ukotvena u mola v Benátkách.

## Stavba
Ponorku postavila loděnice Arsenal de Cherbourg v Cherbourgu. Její stavba byla zahájena roku 1907. Na vodu byla spuštěna 15. června 1912 a do služby byla zařazena 20. června 1914.

## Služba
Ponorka Foucault byla zařazena do středomořské části francouzského námořnictva. Po propuknutí první světové války čelila v Jaderském moři rakousko-uherskému námořnictvu.

### Potopení
Dne 15. září 1916 byla ponořená ponorka Foucault na hlídkové plavbě poblíž Kotoru zpozorována pozorovatelem Maxmilianem Sewerou z rakousko-uherského létajícího člunu Lohner L s trupovým označením L132. Ponorka v té době plula v desetimetrové hloubce asi deset mil od ústí zálivu, ve kterém se nacházela Rakousko-uherská námořní základna. Letoun ještě nenesl výzbroj a posádka neznala identitu spatřené ponorky, proto se se získanými informacemi vrátil na základu. Po ověření, že se v dané oblasti nepohybuje vlastní ponorka, byly do akce proti neznámé ponorce vyslány dva létající čluny Lohner L. Letoun L132 pilotoval pilot poručík řadové lodi Demeter Konjovič (velitel Kumborské základny hydroplánů) a jeho pozorovatelem byl námořní kadet Maxmilian Sewera. Druhý letoun L135 pilotoval fregatní poručík Dipl. Ing. Walter Zelezny a pozorovatelem byl fregatní poručík Otto Freiherr von Klimburg. Každý letoun nesl dvě padesátikilogramové hlubinné pumy a čtyři obyčejné desetikilogramové letecké pumy.
Jako první ponorku nalezla posádka letounu L135. Svržené hlubinné pumy vybuchly ve vzdálenosti asi sedm metrů od ponorky Foucault. Ponorka nejdříve těžce poškozena klesla na dno a posléze, když se ji posádce podařilo dostat na hladinu. Letoun L135 na ponorku shodil zbývající malé pumy, zatímco posádka ponorky se neúspěšně bránila 47mm kanónem. Následně dal velitel ponorky kapitán Léon Henri Dévin rozkaz k jejímu opuštění, načež se ponorka potopila. Všechny 29 člennů posádky stihlo zavčas naskákat do moře. Létající čluny poté přistály na hladině a pomohly námořníkům vyčkat na příjezd torpédovky Tb 100M, která je odvezla do zajetí. Potopení ponorky se tak obešlo beze ztrát na životech.